# Gunnera quitoensis
Gunnera quitoensis är en gunneraväxtart som beskrevs av L.E. Mora-osejo. Gunnera quitoensis ingår i släktet gunneror, och familjen gunneraväxter. Inga underarter finns listade.